# James T. O'Donohoe
James T. O'Donohoe, de son vrai nom James Thomas Langton O'Donohoe, est un scénariste américain né en 1898 et mort le 27 août 1928 à Los Angeles (Californie).

## Filmographie partielle
- 1925 : Matador (The Spaniard) de Raoul Walsh
- 1928 : Premiers baisers de Melville W. Brown
- 1928 : Poupée de Broadway de Alfred Santell
- 1928 : The Hawk's Nest de Benjamin Christensen
- 1928 : The Noose de John Francis Dillon
- 1927 : Les Voleurs volés d'Edward Laemmle
- 1927 : Two Arabian Knights de Lewis Milestone
- 1927 : Frisson d'amour de Millard Webb
- 1926 : Deux Durs à cuire (What Price Glory)  de Raoul Walsh
- 1926 : Sultane (The Lady of the Harem) de Raoul Walsh
- 1926 : The Lucky Lady de Raoul Walsh
- 1925 : The Wanderer de Raoul Walsh
- 1925 : Matador (The Spaniard) de Raoul Walsh
- 1924 : Le Voleur de Bagdad de Raoul Walsh
- 1922 : Kindred of the Dust de Raoul Walsh
- 1921 : Sérénade de Raoul Walsh